# Напівбоги та напівчорти (телесеріал, 1982)
«Напівбоги і напів-чорти» (кит.: 天龍八部; англ. Demi-Gods and Semi-Devils) — гонконгський телевізійний серіал, адаптація з роману Напівбоги і напів-чорти — з серії, створеної новелістом письменником Цзінь Юн. Він був вперше показаний на TVB в Гонконзі з 22 березня 1982 по 30 липня 1982 року.
Серія складається з двох частин: «Шість меридіанів, божественний меч», «Легенд на Хуей Жук».